# سكان تو غو
سكان تو غو (بالإنجليزية: Scan2Go‎؛ باليابانية: ギャラクシーレーサー スキャン2ゴー) هو عبارة عن سلسلة أنيمي اليابانية-الكورية التي كتبها د-حقوق إنتاج مشترك بين شركة، نيوبوي، إنتاج شركة وستونبريدج كابيتال شركة SBS، تحت إشراف ميتسو هاشيموتو. يتم تعيين سلسلة في الكون مستقبلية من السباقات التي تنطوي على استخدام السيارات لعبة الآلي مصغرة. الرسوم المتحركة التلفزيون يستمر لمدة 52 حلقة وتستهدف الفتيان 4-12 سنة. وقد تم الترخيص لسلسلة من كوكي جرة الترفيه في شمال والجماهير في أمريكا الجنوبية والذي أطلق عليه إنتاج المحيطات واستوديوهات المياه الزرقاء. في الولايات المتحدة، سلسلة لأول مرة 1 سبتمبر 2012، على شبكة الكرتون. في حين لم تظهر قليل من الحلقات الماضية في الولايات المتحدة.

## روابط خارجية
- سكان تو غو على موقع IMDb (الإنجليزية)
- سكان تو غو على موقع قاعدة بيانات الفيلم (الإنجليزية)
- سكان تو غو على موقع ANN anime (الإنجليزية)